# العلاقات الكورية الشمالية اللوكسمبورغية
العلاقات الكورية الشمالية اللوكسمبورغية هي العلاقات الثنائية التي تجمع بين كوريا الشمالية ولوكسمبورغ.

## مقارنة بين البلدين
هذه مقارنة عامة ومرجعية للدولتين:
| وجه المقارنة                                              | كوريا الشمالية                        | لوكسمبورغ                                                     |
| --------------------------------------------------------- | ------------------------------------- | ------------------------------------------------------------- |
| المساحة (كم2)                                             | 120.54 ألف                            | 2.59 ألف                                                      |
| عدد السكان (نسمة)                                         | 25.49 مليون                           | 599.45 ألف                                                    |
| الكثافة السكانية (ن./كم²)                                 | 211.47                                | 231.45                                                        |
| العاصمة                                                   | بيونغيانغ                             | لوكسمبورغ                                                     |
| اللغة الرسمية                                             | لغة كوريا الشمالية القياسية ‏          | اللغة اللوكسمبورغية، لغة فرنسية، اللغة الألمانية              |
| العملة                                                    | وون كوري شمالي                        | يورو، فرنك لوكسمبورغ                                          |
| الناتج المحلي الإجمالي (بليون دولار)                      |                                       | 62.40 مليار                                                   |
| الناتج المحلي الإجمالي (تعادل القوة الشرائية) بليون دولار |                                       | 58.13 مليار                                                   |
| الناتج المحلي الإجمالي الاسمي للفرد دولار أمريكي          |                                       | 101.45 ألف                                                    |
| الناتج المحلي الإجمالي للفرد دولار أمريكي                 |                                       | 101.93 ألف                                                    |
| مؤشر التنمية البشرية                                      |                                       | 0.892                                                         |
| رمز المكالمات الدولي                                      | +850                                  | +352                                                          |
| رمز الإنترنت                                              | .kp                                   | .lu                                                           |
| المنطقة الزمنية                                           | ت ع م+08:30، ت ع م+08:30، ت ع م+09:00 | توقيت وسط أوروبا، ت ع م+01:00، ت ع م+02:00، أوروبا/لوكسمبورج ‏ |

## منظمات دولية مشتركة
يشترك البلدان في عضوية مجموعة من المنظمات الدولية، منها:
| علم المنظمة | اسم المنظمة              | تاريخ انضمام كوريا الشمالية | تاريخ انضمام لوكسمبورغ |
| ----------- | ------------------------ | --------------------------- | ---------------------- |
|             | الأمم المتحدة            | 17 سبتمبر 1991              | 24 أكتوبر 1945         |
|             | الاتحاد الدولي للاتصالات | ?                           | 2 مارس 1866            |
|             | الاتحاد البريدي العالمي  | ?                           | ?                      |
|             | يونسكو                   | 18 أكتوبر 1974              | 27 أكتوبر 1947         |

## وصلات خارجية
- موقع وزارة الخارجية الكورية الشمالية
- موقع وزارة الخارجية اللوكسمبورغية